# Йоска Йордановски
Йоска Йордановски с псевдоним Сандански е югославски партизанин и деец на комунистическата съпротива във Вардарска Македония.

## Биография
Роден е на 7 април 1921 година в прилепското село Ленище. Семейството му се премества в Прилеп, когато е на три години. Завършва основно образование и започва да продава зеленчуци в магазина на Методи Андонов Ченто. Става футболист и играе за ФК Граждански, а след това преминава в махленския клуб „Шаторов камен“. От 1940 членува в Местния комитет на СКМЮ. Същата година е арестуван и лежи 15 дни в затвора заедно с роднината си Ченто. След това югославските власти го интернират в лагера Междуречие в Иваница.
На 12 септември заедно с шестима други партизани Йордановски създава прилепската партизанска чета, която по-късно се присъединява към Прилепския партизански отряд „Гоце Делчев“. На 22 април 1942 с негово участие се създава Битолския партизански отряд „Пелистер“. На 3 май 1942 при битолското село Орехово отряда е обкръжен от български военни части и полиция и Йордановски е убит.